# غريفولا
جبل غريفولا هو جبل يقع في إقليم وادي أوستا في شمال إيطاليا.